# Antonio Bodrero
(Ahi, mio grinouzo)
Antonio Bodrero, in occitano e piemontese Barba Tòni Bodrìe (Frassino, 1º novembre 1921 – Cuneo, 14 novembre 1999), è stato un poeta e politico italiano.
È considerato dalla critica uno dei più grandi poeti della letteratura piemontese e occitanica del novecento.
Dedicò la sua vita alla poesia in lingua piemontese e occitana, sue lingue madri, nonché alla loro valorizzazione e tutela. Per il piemontese, come descrisse lo stesso autore, asseriva di provare un sentimento di "amore-odio"; amore in quanto sua lingua madre e lingua nativa della pianura piemontese, odio a causa della sua espansione montana a danni dell'occitano, come «un moribondo che uccide un altro moribondo». I suoi sentimenti positivi, tuttavia, prevalsero, e risultarono in un suo enorme contributo alla letteratura piemontese, con circa settecento scritti tra poesia e prosa, di cui circa seicento in piemontese. Scrisse anche in italiano, ligure, friulano, ladino, milanese e romagnolo.
Aderì a diversi movimenti politici di matrice occitanista, piemontesista o separatista, e ricoprì diverse cariche pubbliche nella sua Frassino, a Melle, e a Torino.

## Biografia

### L'infanzia

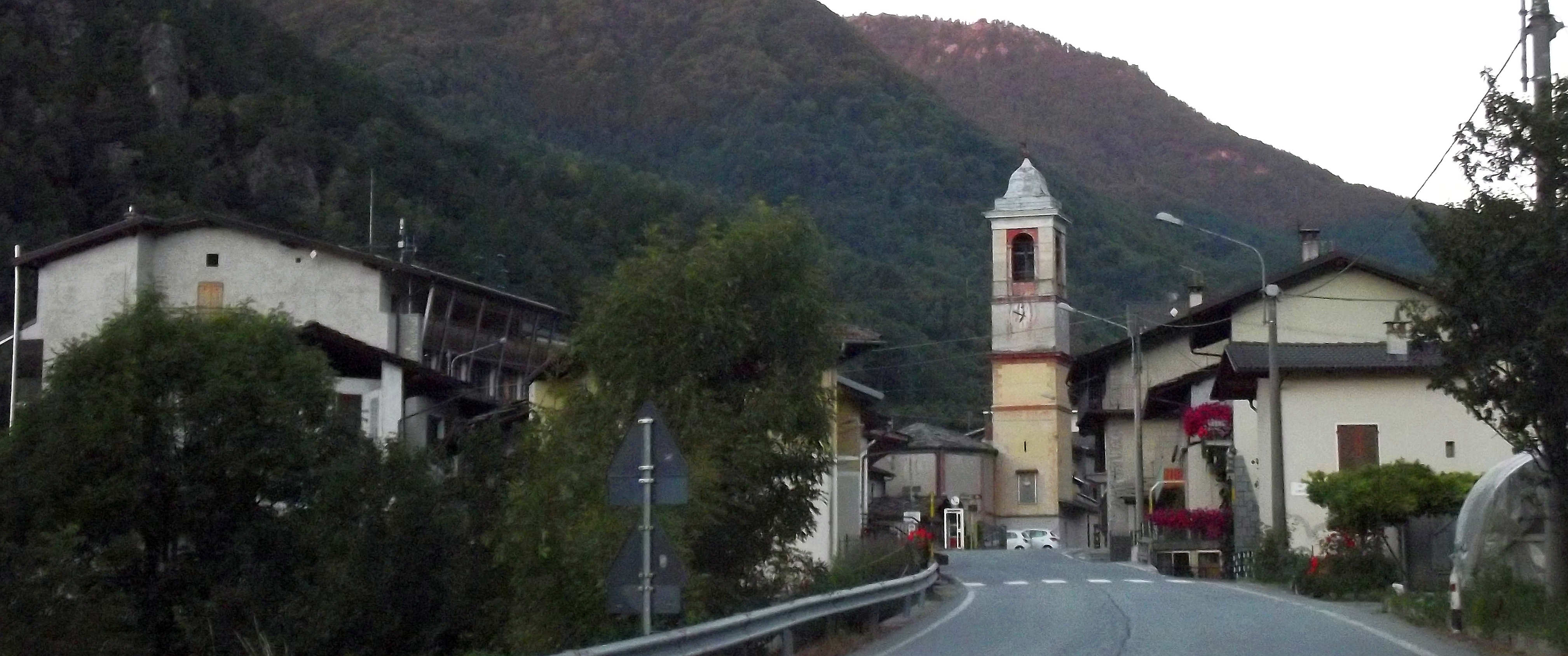
Veduta di Frassino

Antonio Bodrero nacque a Frassino (Cuneo) in val Varaita, il primo novembre 1921. I genitori erano entrambi maestri elementari. Il padre Giuseppe (1893-1966) era originario della borgata Bouschirol (Boschirolo) di Melle, comune a valle di Frassino, e fu in questa borgata che il piccolo Antonio risulta essere messo a balia nei primi anni di vita. La madre, Maria Rovera (1894-1979), nacque a Dronero da una famiglia originaria di Macra, nella vicina val Maira, e crebbe a Busca. Venuta a insegnare nella scuola di san Maurizio di Frassino, conobbe il maestro Bodrero e lo sposò a Melle il 20 settembre 1919. Prima del matrimonio era una donna aperta, ma il marito, uomo severo e all'antica, la indusse a una condotta più austera. Nel 1923 nacque il secondogenito Mario. Antonio frequentò le scuole elementari a Frassino, dove insegnava il padre, ma fu la madre a seguirlo nei compiti. Il padre parlava quotidianamente l'occitano di Melle e di Frassino con i figli, mentre la madre il piemontese.
Nell'opera del poeta rimangono numerose testimonianze degli anni dell'infanzia, imperniate su un sentimento di grinour (tenerezza) per quell'epoca spensierata e leggiadra, cadenzata dai semplici giochi dei bambini di montagna, dallo stupore infantile per la natura alpina e dalla propensione ai sogni e alle fantasie.
Verso gli otto anni Bodrero venne colto da una febbre altissima e le sue condizioni sono giudicate assai gravi. Il medico spiegò ai genitori che il bambino, se si fosse salvato, sarebbe rimasto ritardato. La sua guarigione venne dunque vista come un fatto miracoloso, ma secondo alcuni testimoni è proprio a partire da questo episodio che alcuni aspetti della sua personalità subirono una forma di cambiamento.

### Gli studi
Dopo gli studi primari Bodrero venne mandato nel collegio salesiano di Lanzo, in provincia di Torino, dove frequentò la scuola media. L'esperienza non fu probabilmente positiva, se anni dopo, nella prefazione a un libro dell'amico Tavo Cosio, scrisse:
(Pere gramon e lionsa, Centro Studi Piemontesi, Torino, 1975, pag. IX)
Può darsi che la scelta di proseguire gli studi gli fosse stata imposta dalla famiglia, se fanno fede le parole di Bodrero quando raccontò che da bambino:
Nel 1933 i Bodrero fecero costruire una villa a Frassino, all'epoca una delle dimore più signorili del paese. Agli anni di Lanzo seguono quelli del Seminario di Saluzzo, dove il poeta frequentò il ginnasio. Non è chiaro tuttavia se questa scelta fosse indice di un'autentica vocazione religiosa o se dipenda da fattori economici e logistici. Sta di fatto che quando nel 1935 la famiglia si trasferì a Saluzzo, al numero 9 di corso IV Novembre, egli abbandonò il seminario e terminò il liceo classico come normale studente. Le pagelle scolastiche mostravano una spiccata predilezione per le materie umanistiche e difficoltà in matematica. Pur avendo alti voti di cultura militare, il giovane Bodrero risultava quasi sempre esonerato dall'educazione fisica, verosimilmente in ragione della malattia infantile di cui si è detto.

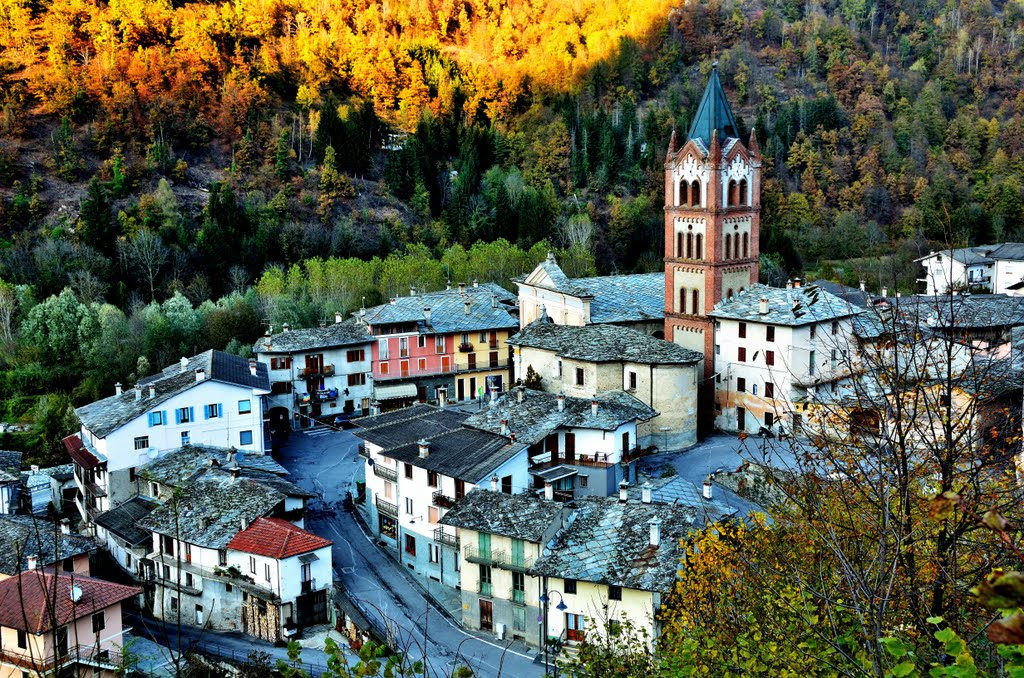
Melle, paese dei nonni di Bodrero

Durante le estati i Bodrero trascorrevano le vacanze nella nuova casa di Frassino, ma erano soliti anche recarsi a Boschirolo per aiutare i nonni paterni nei lavori della fienagione. Furono esperienze formative e stimolanti, perché proprio in questo contesto Bodrero entrò in sintonia con il mondo rurale, con la sua cultura e i suoi idiomi, come raccontò in un'intervista tanti anni dopo:
(Gabriele Pagani, Il cacciatore di dialetti, Il Borgo, 1983)
Sul finire degli anni 30 si fecero frequenti in cassa le discussioni politiche, poiché il capofamiglia era di idee liberali, il figlio Mario un convinto fascista e nazionalista, mentre Antonio profondamente cattolico e antimilitarista. I tre non potevano pranzare insieme senza litigare. Tra i due fratelli inoltre serpeggiava un sentimento di gelosia e rivalità, provocato forse dalla predilezione dei genitori per il secondogenito. Molti anni dopo raccontò:
(Ettore Amedeo Perego, Barba Tòni Baudrier, chi è, dove vive, cosa scrive, Piemonte in Bancarella, 1979)

### La guerra
Nell'estate del 1940 Bodrero conseguì la maturità classica. Il 23 aprile 1940 l'Ospedale militare di Savigliano, secondo quanto risulta dal foglio matricolare, lo pose in congedo illimitato per "idrocele cistico"; il 3 gennaio 1941, quando oramai l'Italia era coinvolta nel secondo conflitto mondiale, venne ammesso al ritardo del servizio militare in quanto iscritto al primo anno della Facoltà di Lettere e Filosofia. Ma il 27 febbraio il rinvio venne revocato e Bodrero venne assegnato al 34º Reggimento di fanteria, divisione "Livorno", di stanza in Istria. Già il 5 novembre dello stesso anno egli risultava però aggregato al Reparto autonomo censura posta militare di Roma. Infine il 10 dicembre 1942 venne ricoverato all'Ospedale militare di Baldi e da qui trasferito, il 17 febbraio 1943, al Sanatorio militare di Vercelli, da dove venne dimesso il 15 giugno 1944. La malattia che lo costrinse un anno e mezzo in sanatorio è, come dichiarò nello "Stato personale" relativo alla sua carriera di docente, il "TBC polmonare". L'ultimo anno di guerra lo trascorse probabilmente a Frassino, cercando di sottrarsi agli scontri e alle ritorsioni tra partigiani e reparti nazi-fascisti. Brevi accenni a tale frangente si trovano nella poesia Barmo grando:
i të corìen aprée

dë nuech, e boucoprée

fuec chart e mort ën tero;

ahi qu'i e' marìo la guero!»
ti correvano dietro

di notte, e poi dopo

fuochi fulvi e morti in terra;

ah quant'è cattiva la guerra!»

### La carriera di docente
Terminato il conflitto mondiale lo Stato italiano ebbe bisogno di una nuova generazione di insegnanti e per questa ragione gli studi degli universitari che hanno prestato servizio in guerra vengono accelerati. In poco più di un anno Bodrero conseguì la laurea in Lettere all'Università di Torino. La tesi su Silvio Balbis, poeta saluzzese del Settecento, autore anche di versi in piemontese, venne discussa il 20 luglio 1946, relatore il professor Pastonchi, e ottenne il punteggio di 94/100. Nell'autunno iniziò la sua carriera nell'insegnamento come docente di storia dell'arte: nei primi tre anni scolastici (dal 1947 al 1950) presso il liceo classico di Saluzzo, nel quale egli stesso studiò anni prima; negli anni successivi insegnò invece tra licei di Saluzzo, Savigliano e Cuneo. Nel 1957 ottenne tre abilitazioni all'insegnamento: della storia dell'arte nelle scuole medie, di italiano, storia e geografia per le "Scuole Magistero Professionale della donna", e infine di lingua e letteratura italiana nelle scuole medie.
Nel 1957 prese servizio presso la "Scuola tecnica industriale governativa" di Savigliano con una cattedra in "materie letterarie" e rimase in questa scuola per sei anni scolastici, fino al giugno 1963. E fu proprio nei primi anni di permanenza in questa scuola che Bodrero sembrò adottare una strategia di "turismo concorsuale", iscrivendosi ai concorsi per le abilitazioni più svariate che si svolgono in giro per l'Italia; nel 1958 ottenne addirittura 36 giorni di permesso per concorsi. Le domande di permesso al direttore costituiscono i suoi primi documenti scritti, e le motivazioni proposte appaiono per lo meno originali; per le prove scritte di greco, latino e italiano a Reggio Calabria spiegò:
Durante questi anni di insegnamento Bodrero viveva a Saluzzo con la famiglia e usava viaggiare con i mezzi pubblici, essendo sprovvisto di patente di guida. Tuttavia è possibile che in certi periodi risiedesse a Frassino e facesse il pendolare verso le città dove insegnava. Emersero, tra le testimonianze degli ex allievi, i primi riferimenti alla sua personalità: per Saluzzo passeggiava sempre solo, vestito dell'identico logoro spolverino, e lo stesso accadeva durante le villeggiature estive a Frassino. In classe non voleva la luce accesa e pretendeva la finestra aperta anche in inverno. A volte calzava stivaloni senza calze e quando camminava si sentiva il rumore dei piedi negli stivali; prediligeva le lezioni pomeridiane, ma un giorno al liceo di Savigliano si addormentò coricato sul tavolo in sala docenti. Nell'insegnamento era rigido e imperturbabile, dettava i passi dal testo ma nessuno scriveva dal posto; prediligeva l'arte medievale e in particolare quella romanica, al punto che il preside del Liceo Classico di Savigliano, Antonino Olmo, lo dovette richiamare affinché svolgesse anche il programma sul Rinascimento e sui secoli successivi; era solito portare agli studenti cartoline con riproduzioni artistiche, ma cancellava sistematicamente le parti intime dei nudi. Un aspetto sessuofobico in Bodrero emerse anche dalla sua condotta con le alunne, che trattava con molto distacco, e dal rifiuto di accompagnare le gite scolastiche che durassero più di un giorno.
Emersero anche testimonianze sulle sue prime eccentricità alimentari, come la predilezione per l'aglio, che era solito tenere nella cartella insieme al pane, al companatico e ai registri scolastici. Anche la famiglia non condivideva le scelte sempre più eccentriche del giovane professore. Il padre rassegnato confidò ad un compaesano che il primogenito "è meglio che non si sposi: fatica già da solo, farebbe faticare anche la moglie". Mentre il figlio, a supporre una traccia autobiografica in un articolo del 1965, lamenta della:
(Barba Pinin, in Musicalbrandé, n.25, marzo 1965)

### L'esordio letterario
Nel 1958 Bodrero pubblicò la sua prima opera poetica, il poema Cristina, dedicato a "sua Altezza Reale il Principe Vittorio Emanuele di Savoia, con amore e fedeltà".
Legato a Cristina è un aneddoto relativo ad un viaggio del poeta nella capitale italiana, probabilmente per partecipare ad uno dei tanti concorsi per abilitazione all'insegnamento. Durante lo svolgimento di uno scritto egli, verso mezzogiorno, estrasse dalla borsa pomodori e insalata, pranzò con un bicchiere di vino, quindi consegnò l'elaborato e se ne andò. Ma all'esterno dell'edificio decise di indossare un doppio cartellone, come uomo-sandwich, facendo pubblicità al suo libro: "leggete Cristina, poema di Antonio Bodrero". Venne chiamata la polizia, che lo condusse al commissariato per accertamenti.

### La scoperta dell'occitanismo
Il 1960 segnò una svolta nella vita di Bodrero, grazie all'incontro con Gustavo Buratti; quest'ultimo, giovane studioso delle lingue del Piemonte, usava partire in Lambretta nelle domeniche estive dalla sua Biella per andare a scoprire le valli del cuneese. In uno di questi viaggi Buratti fece tappa a Frassino, dove la panettiera del paese gli parlò di un professore che abitava a Saluzzo e che aveva la passione per il patois e il piemontese. L'incontro fu fondamentale per Bodrero, al punto da scrivere nel 1971 che: 
(Coumboscuro, n.133, giugno 1982)
A partire dall'estate 1959 si collocano probabilmente le sue prime prove poetiche in lingua d'oc: trascrizioni di proverbi e leggende, timidi frammenti, sonetti d'impronta folclorica redatti in una grafia approssimativa e ricalcata su quella italiana.

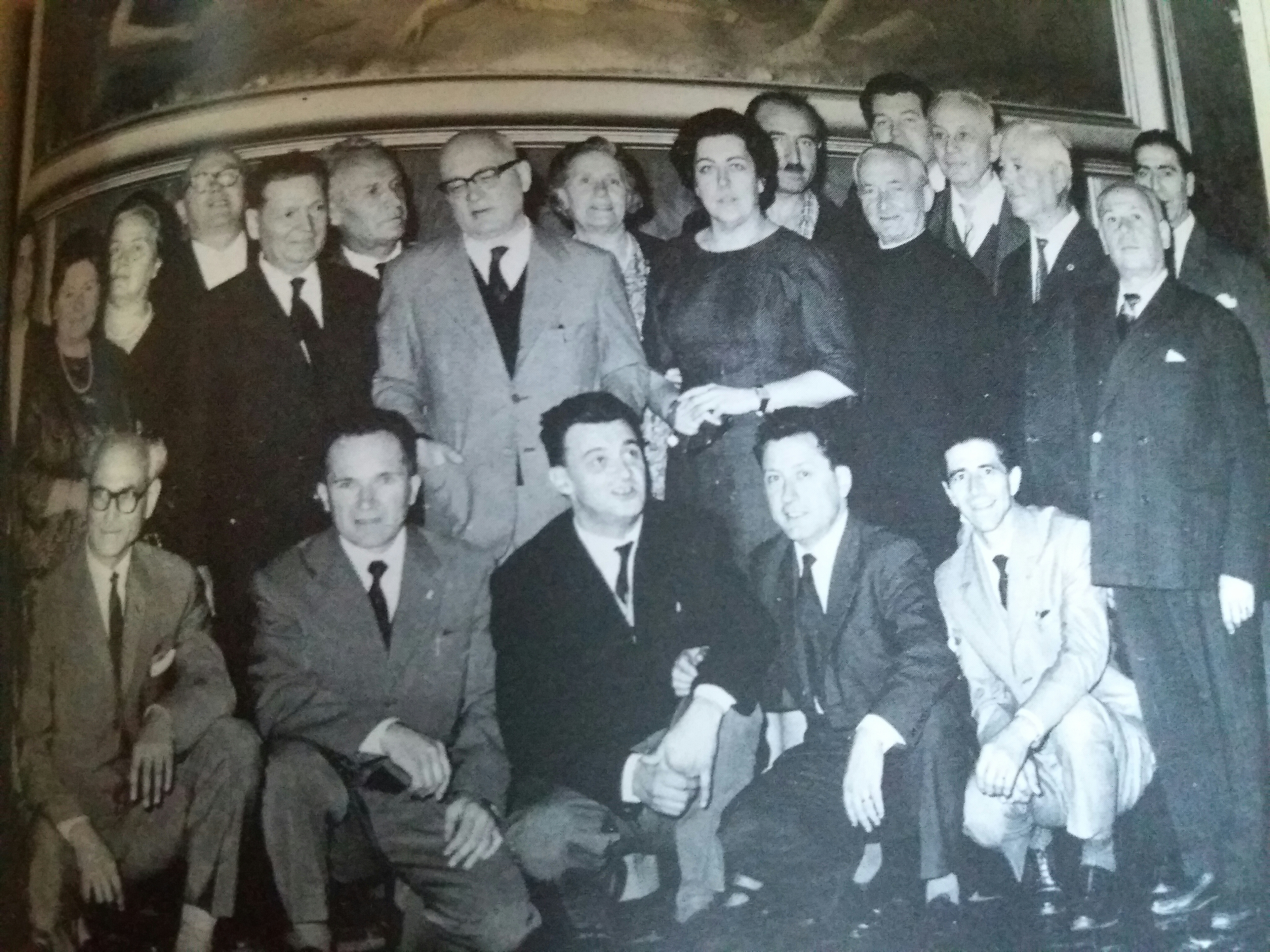
Gruppo di poeti piemontesi al Palazzo Ottolenghi di Asti, tra cui Gustavo Buratti, Camillo Brero, Giuseppe Pacotto e Celestina Costa. Bodrero è il 7° in piedi da destra.

Nel 1961 Buratti fondò l'Escolo dòu Po, associazione che "ha lo scopo di rinsaldare e sviluppare i buoni rapporti tra il Piemonte e la Provenza, intendendo quest'ultima in senso lato come la regione di Francia a civiltà occitanica". Accanto a lui c'era il poeta piemontese Pinin Pacòt (Giuseppe Pacotto), che già dagli anni 30 lavorava per avvicinare la cultura piemontese coagulata intorno alla rivista Ij brandé al Felibrige provenzale, la scuola letteraria nata ad Avignone nel 1854. Pacotto divenne presidente dell'Escolo dòu Po e Buratti segretario.
Negli anni successivi Bodrero iniziò a mietere successi nei concorsi di letteratura piemontese e occitanica, e i premi poetici rimasero per tutta la sua vita una delle sue passioni, una concessione alla vanità. Tra i premi risultano il primo premio al "Brut e Bon" di Fossano nel 1963, il primo premio per la novella italiana al "Torino" del 1964, il secondo premio a "Lou Bournat" di Périgord nello stesso anno, il secondo premio al "De Patois" di Aosta sempre nel 1964, il primo premio all'ENAL di Cuneo nel 1965, diversi premi e segnalazioni al "Nino Costa" di Torino tra il 1964 e il 1973.
Per tutti gli anni '60 i rapporti con Buratti rimasero stretti e frequenti attraverso una corrispondenza quasi settimanale e la partecipazione comune a feste e convegni come la Santo Estello del Felibrige, o ai congressi promossi dalla Associazione Internazionale per la Difesa delle Lingue e Culture Minacciate (A.I.D.L.C.M.), che Buratti aveva contribuito a fondare nel 1964 a Tolosa. Per partecipare ai congressi di questa associazione i due amici si recarono una volta nei Paesi Baschi e un'altra ad Andora sui Pirenei. Buratti mise inoltre Bodrero in contatto con intellettuali provenzali e studiosi italiani, fra cui Mario Dell'Arco.
Negli anni successivi si infittirono le collaborazioni giornalistiche di Bodrero: su Cuneo Provincia Granda pubblica novelle e leggende, in italiano, ricavate dalla tradizione locale; numerose poesie occitane compaiono sulla stessa rivista, oltre che sugli annuari torinesi Ij brandé, e 'L Bochèt, sul giornale Coumboscuro, sul torinese 'L Caval 'd Brôns e su Musicalbrandé. A partire dal 1969 invece le poesie occitane tendettero a essere soppiantate da quelle piemontesi.

### Il ritorno a Frassino
Nell'autunno 1963 il poeta, dopo sei anni scolastici trascorsi a Savigliano, ottenne il trasferimento nella scuola media di Sampeyre. Si tratta di una tappa fondamentale nel riavvicinamento del poeta alla nativa Frassino, dove negli anni precedenti aveva cessato di soggiornare in estate poiché la "villa Bodrero" era affittata alle suore domenicane di Testona. Coeva al ritorno definitivo nella sua Frassino è anche la scelta dell'epiteto Barbo (in occitano) o Barba (in piemontese), fatto precedere al suo nome e cognome; esso significa "zio", ed è un'apposizione riservata alle persone anziane e degne di rispetto, e rimanda ai caratteri di saggezza, bonarietà e rusticità a cui egli impronta stile di vita e abbigliamento. Il nome Boudrìe varierà dapprima nel più linguadociano Baudrier, e poi ancora nel Bodré piemontese.
Gli anni dell'insegnamento a Sampeyre sono ricordati da diversi testimoni come i più sereni del poeta; secondo Giampiero Boschero:
(Ën rëcourdant barbo Toni Boudrìe, Lou Temp Nouvel, n. 52, 2000)
La sua prima attività politica locale risale a questi anni, quando nel 1964 presentò una lista "Nous per Fraise" (Noi per Frassino) alle elezioni comunali, divenendo poi consigliere.
Nel 1965 venne pubblicato il suo primo libro di poesie occitane, Fràisse e Mèel, edito a spese dell'autore. Alla raccolta di venti componimenti, stampata in sole 200 copie, Bodrero premise la breve ma significativa prefazione:
(Prefazione di Fràisse e Mèel)
Il 3 novembre 1966 morì il padre del poeta, Giuseppe, all'età di 73 anni, ma di questo lutto non si trova traccia nei suoi scritti o ricordi. Lo stesso mese vide la luce il suo terzo libro, La gioia dei giorni, stampato, sempre a spese dell'autore, dalla tipografia Santa Maria degli Angeli di Verzuolo.

### L'incontro con Boschero e Fontan
A metà degli anni '60 Bodrero conobbe l'attrice Dominique Boschero, trasferitasi a Frassino dopo tanti anni trascorsi a Parigi, e i due divennero stretti amici. Il poeta usava leggerle i suoi testi, le sue storie di sarvan, eleggendola a donna ideale e arrivando a chiederle di sposarlo, proposta che però fu rifiutata. Tuttavia egli continuò per decenni a lasciar circolare, o per lo meno a non smentire, la voce di una sua relazione con lei.
Pochi anni più tardi, nel 1968, i due si recarono a Cuneo per depositare lo statuto del Movimento Autonomista Occitano (M.A.O.), da loro fondato. A questo periodo risale inoltre la frequentazione del poeta con il politico francese François Fontan, fondatore del partito separatista francese "Occitane", che mirava alla secessione dell'Occitania dalla Francia. Proprio a partire dal 1968 Bodrero entra sempre più sotto l'influenza di Fontan, e sostituisce progressivamente al tradizionalismo magico-religioso l'impostazione laica e razionalista del pensatore francese. Egli stesso riconobbe questo influsso scrivendo nel 1971 che, dopo l'incontro con Buratti:
(Introduzione a Soulestrelh òucitan)
In questi anni si fecero più scarsi i rapporti con Buratti, così come le collaborazioni con i giornali di area piemontese.

Emblematica della convivenza tra il Bodrero religioso e tradizionalista degli anni '60 e quello engagé fontaniano è la sua raccolta poetica Soulestrelh òucitan, stampata nel 1971 a sue spese. L'ultima sezione di essa è in piemontese, e su di essa scrisse:
(Introduzione a Soulestrelh òucitan)
Si affaccia qui, per la prima volta in uno scritto di Bodrero, l'idea che il piemontese vada considerato come strettamente connesso alla lingua d'oc. La novità delle poesie piemontesi si produce tuttavia nella sostanziale indifferenza dei militanti occitanisti con cui egli lavorava a stretto contatto.

### La rottura col movimento occitanista
La carriera di docente del poeta si concluse a soli 52 anni, nel 1973, quando chiese al Ministero della Pubblica Istruzione di essere collocato in pensione usufruendo delle agevolazioni riservate agli invalidi di guerra. Dal '73 cominciò per lui una nuova vita, non più regolata dagli orari e dalle incombenze e dunque più appartata e solipsistica. Il sodalizio con il M.A.O. e con Fontan, intanto, iniziava a incrinarsi, in ragione della marcata laicità del movimento e del suo legame con il partito socialista che Bodrero avversava. Anche le relazioni col movimento Coumboscuro e con l'ala provenzalista andavano deteriorandosi a causa dell'ostracismo di Fontan, dovuto non solo alle dottrine socialiste e nazionaliste di quest'ultimo, ma anche alla sua dichiarata omosessualità e alle sue posizioni in tema di libertà sessuale. Le prime divergenze risalgono al referendum sul divorzio del 1974, quando il M.A.O. non fornì indicazioni di voto, ritenendo "inutile e dannoso intervenire su un problema di coscienza creando così una frattura all'interno del movimento". Il cattolico Bodrero non approvò il silenzio del movimento. 
Sempre nel 1974 uscì la quinta raccolta poetica del poeta, Val d'Inghildon, il primo libro interamente dedicato alla lingua piemontese, con 37 componimenti, edito dall'autorevole Centro Studi Piemontesi di Torino; la prefazione non è più a cura dello stesso autore, ma porta la firma di Gianrenzo Clivio, all'epoca docente presso l'Università di Toronto. 
Dopo le amarezze imputabili ad un certo ambiente occitano che pare sordo al suo talento poetico e che raffredda le sue velleità elettorali, ecco che finalmente il poeta trovò un editore prestigioso, un pubblico che lo applaude ammirato, una diffusa rete di concorsi letterari regionali, e soprattutto un cenacolo di intellettuali raffinati coi quali confrontarsi alla pari. La novità di Val d'Inghildon, tuttavia, venne ignorata sia dal giornale Lou soulestrelh che da Ousitanio Vivo.
Nel frattempo nel poeta si andava esaurendo l'entusiasmo per il nazionalismo socialista di Fontane e cominciava a riprendere spazio la sua autentica ispirazione, tradizionalista, anti-modernista e integralmente cattolica. La lettura dei romanzi di Solgenitzin e di alcuni saggi sui gulag lo sconvolse, e si rafforzò in lui l'allarme per l'imperialismo sovietico nel mondo. Nel 1976 Bodrero lasciò definitivamente il M.A.O., dichiarando di opporsi alle correnti filo-marxiste del movimento. Questo fu il momento più traumatico nell'esistenza del poeta, divisa tra circa 15 anni di impegno letterario e politico occitano e i successivi 25 anni dedicati invece alla causa piemontese.
Dopo Val d'Inghildon, il libro forse meno religioso di Bodrero, il suo cattolicesimo si fa sempre più rigido e integrale. Un processo che giunge a compimento nel 1979 con la morte della madre Maria, lutto che, al contrario di quello del padre, lascia un inestinguibile rimpianto nell'animo del poeta e lo costringe a confrontarsi col tema della morte:
(Ël mal, in "Primalpe", n. 7, febbraio 1983)

### IlPiemont Ocitan
Dopo la totale rottura con il M.A.O. aumentò sempre più il distacco del poeta dall'Occitania fontaniana come patria e come punto di riferimento. Bodrero arrivò quindi a gettare i fondamenti teorici del Piemont Ocitan, evidenziando non più gli elementi di diversità tra il Piemonte e l'Occitania, ma quelli di comunanza, affermando che il piemontese si possa considerare una delle tante varianti della lingua d'oc. Il piemontese si presentò, agli occhi del poeta, come il custode di forme occitane ancora incontaminate e quindi come una koiné utile non solo per il Piemonte storico ma anche per il provenzale-alpino delle valli. Queste idee, tuttavia, trovarono sia l'ostilità degli occitanisti, che videro rinnegata la loro peculiarità linguistica ed etnica, sia la freddezza degli intellettuali piemontesi, che non avvertivano affatto l'esigenza di accostare il piemontese alle parlate montane.
Come conseguenza di questa analisi Bodrero propose di scrivere il piemontese con la grafia classica occitana, onde evidenziare gli elementi comuni delle due lingue:
(A Giuseppe Goria, 14 gennaio 1977)
Dai testi scritti successivamente emerse il quadro teorico che il poeta andò elaborando dopo la rottura con il mondo occitanista: la vera patria divenne il Piemonte, anzi il "Piamonte", come fusione delle genti del piano e del monte. L'identità piemontese si andò rafforzando in opposizione a quella precedente occitana, sulla quale il poeta elaborò un'analisi piuttosto severa:
(Drolarìe, Musicalbrandé, n.98, giugno 1983)
Nel 1985 uscì Sust, raccolta pubblicata da ël Pèilo di Mondovì.
Nel 1989 Bodrero entrò a far parte del movimento Piemont Autonomista di Gipo Farassino, che confluisce poi nella Lega Nord. Nel 1992 subentrò nel Consiglio Regionale del Piemonte a Farassino, eletto al Parlamento. Iniziarono i tre anni della sua esperienza torinese, nella città simbolo del suo Piemonte, che però egli vide trasformarsi in Babilonia; in una recensione del 1981 scrisse infatti che:
(La Slòira, n.20, dicembre 1999)

### Morte
Le prime avvisaglie del male risalgono ad un buffet torinese, nel 1999, dove Bodrero si sentì male e venne ricoverato in ospedale. Gli venne diagnosticato un tumore all'intestino; firmò la richiesta di dimissioni e rifiutò la terapia invasiva.
Nell'estate le condizioni peggiorarono e Bodrero fu costretto ad abbandonare la casa di Frassino per trasferirsi nella clinica di Monserrato a Borgo San Dalmazzo. Gli ultimi mesi passarono con un andirivieni tra questa clinica e la casa di riposo "Villa Serena" di Cuneo. Si spense infine il 14 novembre 1999, e il funerale si svolse tre giorni dopo nella chiesa parrocchiale di Frassino.
La considerevole eredità del poeta andò ai tre nipoti fossanesi, figli del fratello Mario deceduto nel 1981, con il quale aveva scarsissimi rapporti. Costoro svuotarono la casa di tutti gli oggetti di valore, compresa la ricca collezione di libri antichi, e misero il tutto in vendita. La casa frassinese venne poi venduta.

## Opere

### Cristina
Cristina (1958) è la prima opera poetica di Bodrero, stampata dalla Tipografia Operaia di Saluzzo. Consta di 108 ottave di endecasillabi in italiano, di un corposo apparato di note redatte dallo stesso poeta, di cinque "poesie sparse" e di un "commiato" in versi. Si tratta di un poemetto pastorale che narra dell'amore di un re francese, forse Carlo Magno, per una pastorella romana. Emerge in esso la fascinazione per l'arcaico mondo contadino, anche se qui ancora ingentilito in un'atmosfera bucolica e fiabesca. La cifra originale di Cristina è però nella passione per le voci rare e i preziosismi linguistici, con un largo uso del lessico romanesco. Alla ricercatezza lessicale si accompagna un gusto per le allitterazioni:
comare bella che sai di bucato,

e lo rodo e lo godo e lo spiluco.»

### Fràisse e Mèel
Fràisse e Mèel (1965) è il primo libro di poesie occitane di Bodrero, nonché il primo libro occitano stampato in Italia, edito a spese dell'autore dalle edizioni "Il nuovo Cracas" di Roma. In esso appaiono già i più importanti temi della sua poetica: la grinour (affetto, tenerezza) per la natura alpina, con i quadri idillici legati alle stagioni e al clima; l'afflato religioso per la tradizione, il dialogo aperto tra i vivi e i reire (antenati); il richiamo ossessivo alla luna, alla culla, all'acqua dei torrenti; la barmo (anfratto roccioso) come simbolo delle radici arcaiche; i sarvan, benigni folletti della tradizione piemontese e alpina. 
Il titolo dell'opera è traducibile sia come "Frassino e Melle", i due paesi entro cui si svolge tutto il suo orizzonte di luoghi, immagini e ricordi, sia come "frassino e miele", a riassumere quella natura alpina in cui palpitano le creature del suo universo poetico: boschi, api, fiori, ruscelli, uccelli, sarvan.

### La gioia dei giorni
La gioia dei giorni (1966) è la terza opera poetica bodreriana, contiene 87 poesie italiane che seguono la scansione delle stagioni e dei mesi, dei santi e delle festività cristiane. Nella breve introduzione il poeta spiegò che:
Si tratta dunque di componimenti risalenti a parecchi anni prima, probabilmente scritti negli anni di Cristina. Il libro conferma la fondamentale vena religiosa di Bodrero, ed in esso si avverte, per quanto remoto, il modello degli "Inni Sacri" di Manzoni. Ma attraverso il calendario agiografico il poeta inserì versi sulla neve, sulla condanna della caccia, sulla transumanza, sulla scollacciata volgarità delle ferie estive, sullo spopolamento delle montagne. Mentre Cristina era un saggio erudito di poesia dialettale in toscano e romanesco, qui la lingua italiana si fa meno funambolica e criptica.
Si trovano passaggi come:
(Marzo)

### Soulestrelh òucitan
Soulestrelh òucitan (1971) comprende 37 componimenti divisi in tre sezioni sulla base deltipo di scrittura adottata: la prima sezione è scritta secondo la escrichuro felibrihouno (scrittura felibrista, ovvero mistraliana), e continua la poetica di Fràisse e Mèel, avvicinando poesie più impressionistiche e lievi, tra api ebbre di odori, allodole anelanti di azzurro, campane magiche, baite-stelle, aquile benevole, trote punte dai rovi, ad altre più articolate, dense di immagini teologiche e visionarie.
La seconda sezione comprende nove poesie redatte in escrichuro trobadora (scrittura trobadorica), ovvero in quella grafia classica elaborata da Louis Albert, secondo criteri etimologici, dai testi medievali in lingua d'oc. L'adozione di tale grafia deriva da quel passaggio dalla nostalgica e angusta Provenza mistraliana all'ariosa Occitania moderna.
La novità maggiore del libro è però la sezione in escrichura pedemontana (scrittura pedemontana), dove è usato il piemontese in luogo dell'occitano.

### Val d'Inghildon
In Val d'Inghildon (1974), prima raccolta interamente in piemontese, edita dal Centro Studi Piemontesi di Torino, il registro del poeta si amplia enormemente: si va da ampi e sontuosi componimenti come A la mòda dël vej Piemont o Castel ch'a steila a brevi e folgoranti liriche come Virassoj o La filuca del sërvan; dalla satira deliziosa di Ël sol a fa servan alla violenza verbale di Che pais!, Gratacuj o berlicafojòt?, o di Cò a fa?; dalle complesse costruzioni allegoriche e oniriche di La fàula dròla dël brich biron all'incessante riproporsi di motivi teologici in opere come A l'é mòrt o A tempesta.

### Sust
Sust (1985) è composto di 56 componimenti, di cui 23 in occitano, 28 in piemontese e altri cinque in romagnolo, milanese, ligure, friulano e ladino. Le rime piemontesi, dieci delle quali risultano inedite, restringono notevolmente il ventaglio dei contenuti intorno ai temi mistico-teologici della religione come amore e grinour, della critica feroce alla modernità secolarizzata, del travaglio morale intorno ai dogmi cattolici e all'inadeguatezza della mente umana al cospetto della perfezione divina. Lo stile appare lontano dai funambolismi linguistici della raccolta precedente; il linguaggio è più asciutto.

## Pensiero
Il pensiero politico e filosofico di Bodrero è caratterizzato da conservatorismo, tradizionalismo e anti-progressismo, nonché da anti-nazionalismo, ambientalismo, ruralismo e infine patriottismo, occitanico dapprima, piemontese poi.

### L'anti-progressismo
Articoli di notevole spessore teorico furono pubblicati su Musicalbrandé; in essi emerge il tradizionalismo anti-borghese del poeta, ostile alla secolarizzazione, alla lingue statali e alla civiltà di massa.
[...]

Oggi che si blatera tanto di libertà, con quale diritto dunque si attenta alla libertà di queste lingue materialmente piccole ma spiritualmente grandi? Chi si sognerebbe di distruggere tutti i monumenti, le chiese, i palazzi, per ricostruirli a immagine e somiglianza di San Pietro a Roma e del Quirinale? E ciò che non si osa compiere per l'architettura materiale e visibile, perché lo si osa per quell'eredità, quel valore tanto più importante, architettura invisibile e tutta spirituale, che è la lingua dei padri e degli avi? La Costituzione italiana e la Carta delle Nazioni Unite qui parlano chiaro e non permettono ad alcuno di uccidere l'anima, cioè la lingua, di un popolo, di un villaggio. Perché proprio questo noi vogliamo: l'Europa e il mondo dei villaggi e delle città e non degli stati.»
(Dialetto conservatore, in Musicalbrandé, n.16, dicembre 1962)
Nel loro insieme gli articoli degli anni '60 delineano il profilo di un erudito che in pieno boom economico avverte drammaticamente il tracollo della tradizione, proponendo un anti-progressismo che trova riscontri solo in pochi altri intellettuali come Elemire Zolla o Pier Paolo Pasolini, che denunciava in quella svolta epocale una "catastrofe antropologica".

### Linguistica e socio-linguistica
Bodrero si trovò spesso far ragionamenti di portata ontologica sul significato di lingua, come per esempio scrisse nel 1965:
(Barba Pinin, in Musicalbrandé, n.25, marzo 1965)
Nell'articolo Dante e la sodomia linguistica, rifacendosi allo studio di André Pézard Dante sous la pluie de feu, Bodrero riprese la testi provocatoria che Dante avesse destinato Brunetto Latini alla punizione dei sodomiti non per i peccati della carne, ma per il peccato contro lo spirito, ovvero l'abbandono del toscano a favore del francese:
(Musicalbrandé, n.27, settembre 1965)

## Vita privata

### Stile di vita
Numerosi suoi conoscenti e amici descrissero Bodrero come un uomo dalle abitudini stravaganti. L'aspetto più noto è l'alimentazione, con le fissazioni sull'aglio, sul latte e sul peperoncino; il poeta, infatti, dichiarò di mangiare "sempre una testa d'aglio a digiuno, perché depura e dà la forza". L'odore di aglio non si limitava all'alito, ma emanava dal suo corpo e dai vestiti. Secondo alcuni testimoni, usava presentarsi ai pasti d'altri già munito di pane e formaggio, il primo estratto dalle tasche o dalla giacca, il secondo dallo zaino. Altre volte, quasi per contrasto, dimostrava una spiccata voracità, mescolando nei ristoranti tutte le portate, dagli antipasti al dolce, in un solo piatto, oppure raccogliendo gli avanzi nei piatti altrui in un'unica borsa da portare a casa, "per i gatti". A casa, poi, era solito non cucinare, ma mangiare solo cibi crudi, latte e frutta, in particolare quella già intaccata:
(Commento alla poesia piemontese Ël sol a fa servan, 1974)
Anche il rapporto con il vino è smodato, e molte sono le testimonianze sulle sbronze del poeta. Una certa frugalità ecologista è immortalata in questi versi occitani:
(Soun mai care)
Bodrero sviluppò inoltre un certo integralismo ambientalista che lo condusse per esempio a rifiutare l'uso dei detersivi e a detestare le saponette. Il suo giardino della sua casa a Frassino si trasformò in un intrico impenetrabile e umido di arbusti dove egli, nei giorni di pioggia, camminava a balzi per non calpestare le lumache, e dove continuava a seminare i noccioli delle susine più gustose. V'è poi l'amore per gli animali, che si esplica soprattutto verso i gatti, ospitati e sfamati a decine nel suo giardino, e gli uccelli che col loro canto popolano le sue poesie. Si diffuse anche la leggenda di un suo rapporto con le vipere, alle quali avrebbe avuto l'abitudine di portare il latte in alcuni luoghi lontani dal paese.
Il mezzo di trasporto preferito da Bodrero era l'autostop, che gli offriva sempre occasioni di conversazione e proselitismo, nelle quali l'autista veniva sovente investito da un fiume di parole, rigorosamente in piemontese o patois.

Della sua condotta anti-conformista gettò un fondamento teorico nel 1966, scrivendo che:
(L'avanguardia, Musicalbrandé)

### La casa
Racconta Ettore Amedeo Perego nel suo libro del 1979:
(Ettore Amedeo Perego, Barba Tòni Baudrier, chi è, dove vive, cosa scrive)
In questa casa non entrarono mai radio e televisione, sulle quali il giudizio del poeta è drastico, soprattutto a causa del loro monopolio statale: in un articolo piemontese la prima è definita la Malparlanta, la seconda la Malvardanta.
Un altro luogo rivelativo della sua personalità è la tomba di famiglia che egli fa costruire a Melle negli anni '70 in un bizzarro stile rustico evocante la fantastica dimora di un sarvan. Secondo una testimonianza molte delle pietre utilizzate per la tomba provengono dalla borgata paterna di Boschirolo, da dove il poeta le portò a piedi nello zaino.
Delle tombe di famiglia il poeta criticò soprattutto:
(Commento alla poesia piemontese A van, 1974)

### Aspetto fisico

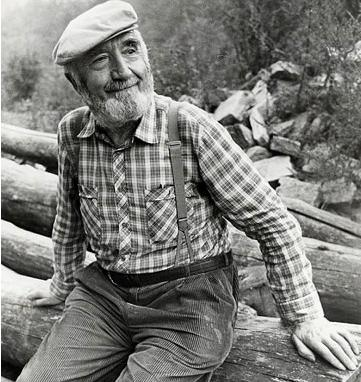
Foto ritratto di Antonio Bodrero

Perego fornisce indicazioni puntuali:
Non manca mai, in qualsiasi spostamento dalla sua Frassino, lo zaino dentro cui, oltre l'aglio, il formaggio e i libri, sembrano esserci sovente anche una scatola con le medaglie d'oro che andava collezionando nei concorsi poetici.